# 鳃蛤莫蛛
鳃蛤莫蛛（学名：Harmochirus brachiatus）为跳蛛科蛤莫蛛属的动物。分布于日本、印度、越南、澳大利亚以及中国大陆的浙江、湖南、福建、广东、广西、贵州、云南等地。